# Basecamp Valley
Das Basecamp Valley (englisch für Basislagertal) ist ein kleines und vereistes Tal im westantarktischen Ellsworthland. Es liegt auf der Westseite des Bergrückens Avalanche Ridge in den Jones Mountains.
Kartografisch erfasst wurde das Tal von einer Mannschaft der University of Minnesota zur Erkundung des Jones Mountains zwischen 1960 und 1961, die das Camp Minnesota unmittelbar nördlich des Taleingangs errichtete.